# Aartsbisdom Campo Grande

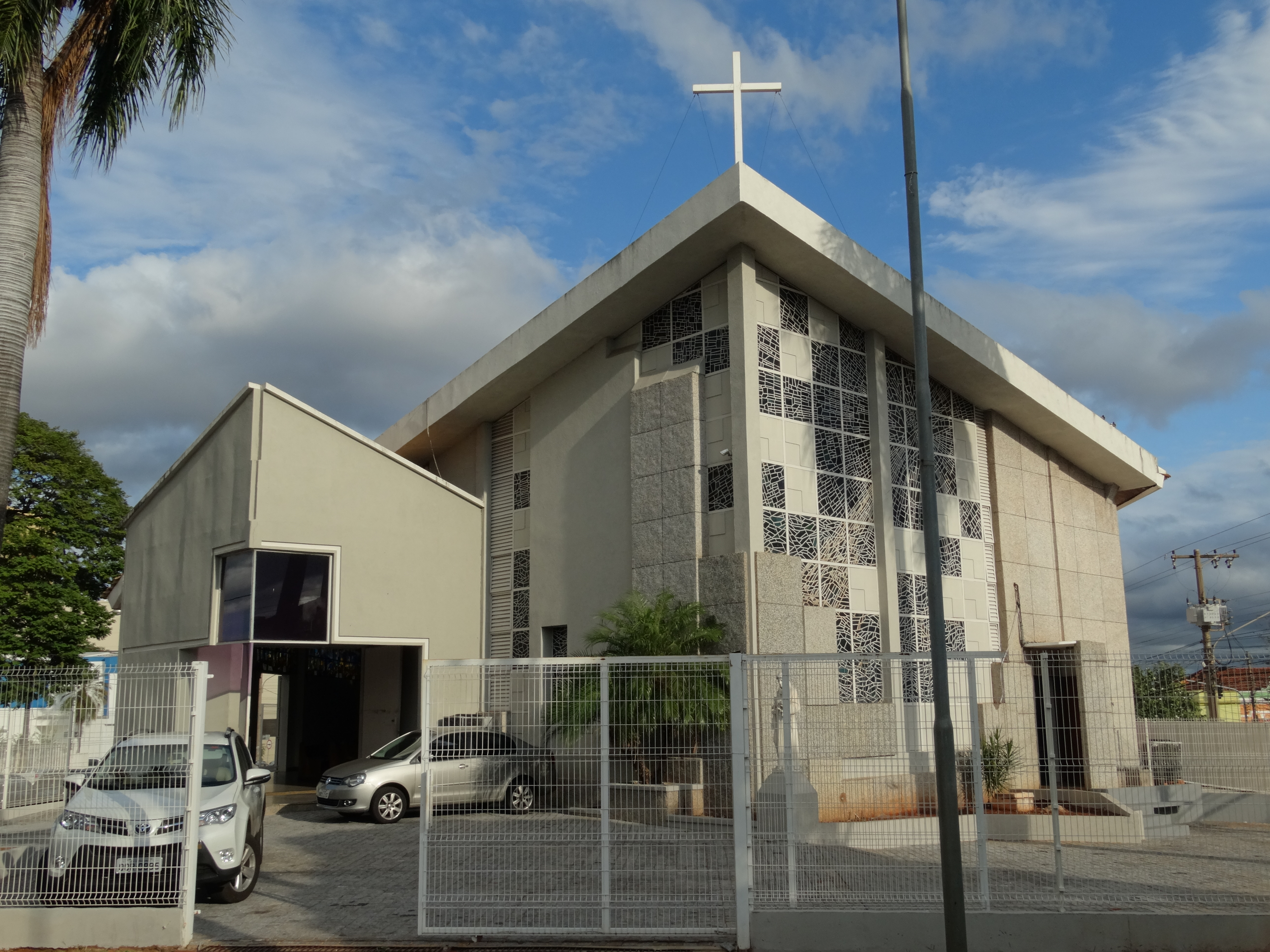
Kathedraal van Campo Grande

Het aartsbisdom Campo Grande (Latijn: Archidioecesis Campi Grandis; Portugees: Arquidiocese de Campo Grande) is een in Brazilië gelegen rooms-katholiek aartsbisdom met zetel in Campo Grande in de staat Mato Grosso do Sul. De aartsbisschop van Campo Grande is metropoliet van de kerkprovincie Campo Grande waartoe ook de volgende suffragane bisdommen behoren:
- Bisdom Corumbá
- Bisdom Coxim
- Bisdom Dourados
- Bisdom Jardim
- Bisdom Naviraí
- Bisdom Três Lagoas

## Geschiedenis
Het bisdom Campo Grande werd op 15 juni 1957 opgericht door paus Pius XII. Het bestaat uit voormalige gebiedsdelen van het bisdom Corumbá en de territoriale prelatuur Registro do Araguai. Campo Grande werd suffragaan aan het aartsbisdom Cuiabá. Op 3 januari 1978 werd een deel van het bisdom afgestaan ten behoeve van het nieuwe opgerichte bisdom Três Lagoas en de territoriale prelatuur Coxim. Op 27 november 1978 werd Campo Grande verheven tot aartsbisdom.

## Aartsbisschoppen van Campo Grande

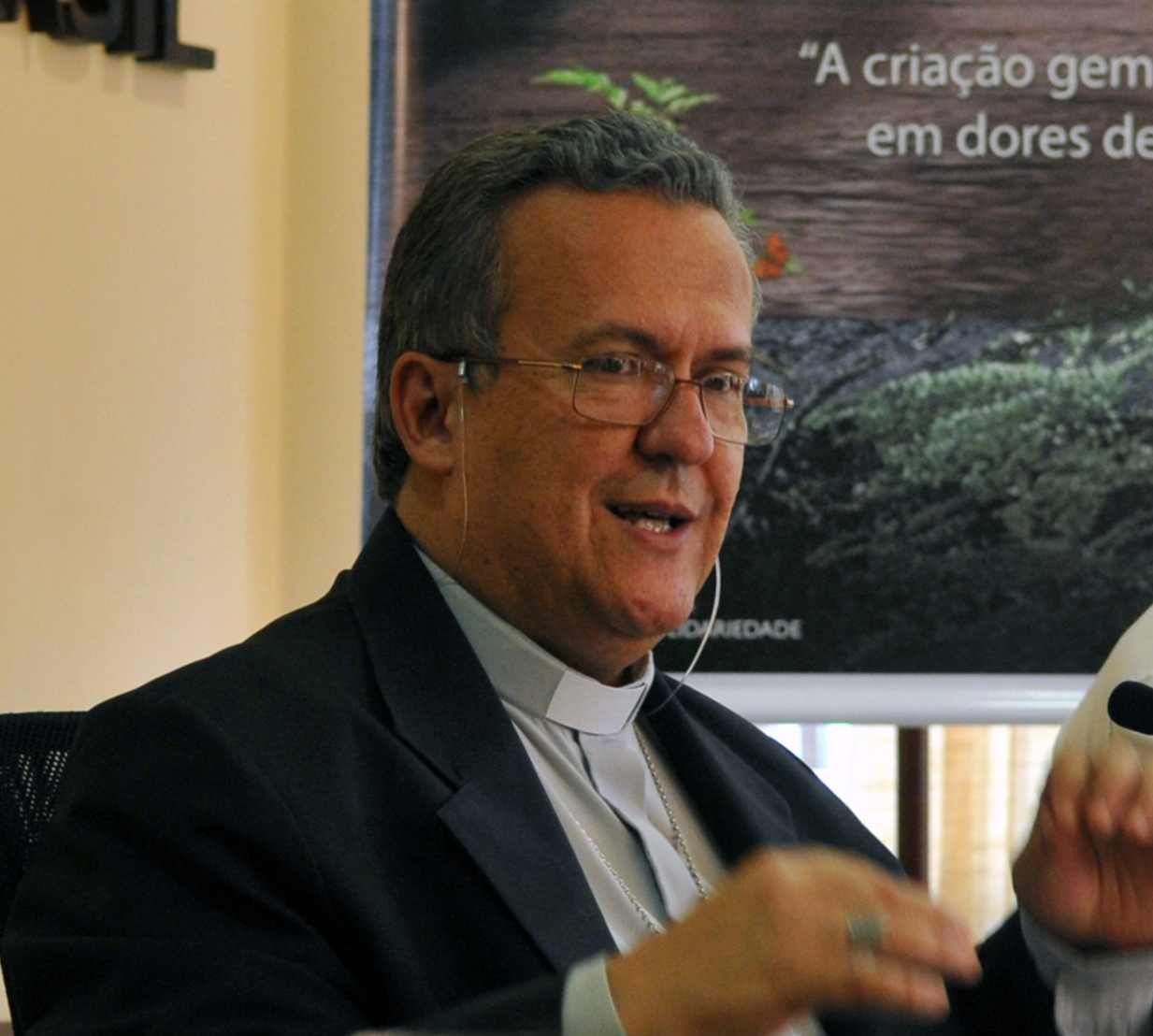
Aartsbisschop Dimas Lara Barbosa

- 1958–1986: Antônio Barbosa SDB (tot 1978 bisschop)
- 1986–2011: Vitório Pavanello SDB
- 2011-heden: Dimas Lara Barbosa